# نینا یلتسین
نینا یلتسین (روسی: Наина Иосифовна Ельцина؛ زاده ۱۴ مارس ۱۹۳۲) سیاست‌مدار اهل اتحاد جماهیر شوروی است. وی همسر بوریس یلتسین نخستین رئیس‌جمهور روسیه بوده‌است.

## زندگی‌نامه
نینا یلتسین در سال ۱۹۳۲ در استان اورنبورگ متولد شد. پس از فارغ‌التحصیل شدن از دانشکده ساخت و ساز در دانشگاه صنعتی اورال در سال ۱۹۵۵ در استان سوردلوفسک، با پروژه‌های مختلف در مؤسسه سوردلوفسک کار کرد. در سال ۱۹۵۶، او با بوریس یلتسین ازدواج کرد. 